# Iekaterínovka (Rostov)
|  | Per a altres significats, vegeu «Iekaterínovka». |

Iekaterínovka (en rus: Екатериновка) és un poble de l'óblast de Rostov, a Rússia, que en el cens del 2010 tenia 1.973 habitants, és seu administrativa del districte homònim.